# Mateo Čuk
Mateo Čuk (Zágráb, 1990. február 21. –) horvát származású macedón-, majd német válogatott vízilabdázó, center, a Spandau 04 játékosa.

## Nemzetközi eredményei
- Európa-bajnoki 11. hely (Belgrád, 2016)